# Gerard van Olphen
Gerard van Olphen (Nieuwer-Amstel, 1962) is een Nederlands bestuurder.

## Loopbaan
Van Olphen studeerde van 1980 tot 1985 economie en bestuurlijke informatiekunde aan de Rijksuniversiteit Groningen en deed tussen 1985 en 1987 de opleiding tot registeraccountant. Hij trad vervolgens bij de bank ABN AMRO in dienst als EDP-auditor en vervolgens financial controller. Hierna was hij achtereenvolgens werkzaam bij SNS REAAL en NIBC Bank, toen hij in 2002 een functie aanvaardde in de raad van bestuur bij Achmea. 
Toen SNS REAAL in 2013 genationaliseerd werd volgde de benoeming van Van Olphen tot voorzitter van de raad van bestuur van SNS REAAL, als opvolger van Ronald Latenstein van Voorst. Onder zijn leiding werd dit bedrijf gesplitst in een separate bank, verzekeraar, vastgoedgroep en een separate holding. De verzekeraar en de vastgoedgroep werden verkocht, conform EU-vereisten. De holding bestaat nog zelfstandig (100% in handen NLFI), net als de bank In de visie van Van Olphen diende de bank uiteindelijk weer een nutsbank te worden.
Het verzekeringsbedrijf, inmiddels VIVAT geheten, werd verkocht aan het Chinese bedrijf Anbang. Na deze verkoop werd Van Olphen tot bestuursvoorzitter van VIVAT zou worden benoemd. Na een conflict met de nieuwe eigenaar werd hij in september 2015, toen hij pas twee maanden in zijn functie werkzaam was, ontslagen.
Van Olphen werd in januari 2016 benoemd tot voorzitter van de raad van bestuur van APG, de pensioenuitvoerder van o.a. pensioenfonds ABP, pensioenfonds bpfBOUW (bouw) en pensioenfonds SPW (woningcorporaties). Zijn strategie richtte zich vooral op het meer aandacht voor de uiteindelijke deelnemer en pensioengerechtigde. APG veranderde van een op winst gerichte onderneming in een meer op maatschappelijke bijdrage gericht bedrijf. "Wij bouwen aan jouw duurzame toekomst", werd het motto, waarbij het bedrijf zich richtte op de pensioenwaarde voor de deelnemer. Kosten werden verlaagd, er werd geïnvesteerd in eenvoudiger en toegankleijker informatie en in versterking van het vermogensbeheer. In 2020 werd aangekondigd dat Gerard van Olphen in het voorjaar van 2021 aftreedt als voorzitter RvB van APG.
Gerard van Olphen is Commissaris bij ASR en voorzitter van de RvC bij de Volksbank. Na een roerige periode bij De Volksbank wordt hij beschouwd als een safe pair of hands om de bank weer op koers te brengen.
In het kader van het Nederlandse Klimaatakkoord werd hij in 2018 voorzitter van de taakgroep Financiering. Dit was een van de taakgroepen, naast mobiliteit, elektriciteit, gebouwde omgeving, landbouw en industrie en arbeidsmarkt, om het Nederlandse commitment aan het akkoord van Parijs te vertalen naar concrete maatregelen. Onder zijn leiding werd in juli 2019 het commitment van de financiële sector ondertekend door 54 Nederlandse en internationale financiële instellingen, samen goed voor 3000 miljard euro. De financiële sector was daarmee de eerste sector die zich committeerde aan de doelstellingen van Parijs. In dit commitment legt de financiële sector zich vast om de CO2-impact van al haar relevante investeringen in lijn met het akkoord van Parijs te verlagen.